# Barbara Lee
Pour les articles homonymes, voir Lee.
Barbara Lee, née le 16 juillet 1946 à El Paso (Texas), est une femme politique américaine. Membre du Parti démocrate, elle est élue de la Californie à la Chambre des représentants des États-Unis du 7 avril 1998 au 3 janvier 2025.

## Biographie
Siégeant à l'Assemblée de l'État de Californie de 1990 à 1996 puis au Sénat de l'État de Californie de 1996 à 1998, elle entre à la Chambre des représentants des États-Unis à la suite d'une élection partielle visant à remplacer le démissionnaire Ron Dellums. Elle est le seul membre du Congrès à voter contre l'autorisation de déploiement de forces militaires demandée par le président George W. Bush en réponse aux attentats du 11 septembre 2001.
Dirigeante du Caucus noir du Congrès de 2009 à 2011, elle mène la délégation de trois parlementaires noirs américains qui rencontre à La Havane, pendant deux heures le 7 avril 2009, l'ancien président cubain Fidel Castro.
Située sur l'aile gauche du Parti démocrate, elle s'oppose à l'administration Biden concernant la hausse des dépenses militaires.
En janvier 2023, Lee annonce sa candidature pour remplacer la sénatrice démocrate de Californie Dianne Feinstein, 89 ans. Feinstein annonce officiellement qu'elle n'est pas candidate à sa réélection en 2024 en février. Lee n'est toutefois pas connue pour ses capacités à lever des fonds pour financer ses campagnes (son district étant solidement ancré du côté démocrate, la campagne électorale est peu coûteuse), au contraire de ses concurrents, Katie Porter et Adam Schiff,. Le 5 mars 2024, elle est éliminée après avoir terminé à la quatrième position de la primaire avec 9,8 % des voix,.
À la suite de la destitution de la maire d'Oakland Sheng Thao en novembre 2024, Barbara Lee annonce le 8 janvier 2025 sa candidature à l'élection spéciale pour la fonction de maire. L'élection a eu lieu le 15 avril ; Barbara est élue avec 52,7 % des voix face au conseiller municipal Loren Taylor.
Barbara Lee prête serment lors d'une réunion du conseil municipal d'Oakland le 20 mai 2025. Elle est la première femme Afro-Américaine à occuper la fonction de maire d'Oakland.